# Letka
Letka es un pueblo de la municipalidad de Tomislavgrad, en Bosnia y Herzegovina.

## Superficie
Posee una superficie de 13,5 kilómetros cuadrados.

## Demografía
Hasta 2013 la población era de 551 habitantes.